# Gensac-sur-Garonne
Gensac-sur-Garonne is een gemeente in het Franse departement Haute-Garonne (regio Occitanie) en telt 306 inwoners (2005). De plaats maakt deel uit van het arrondissement Muret.

## Geografie
De oppervlakte van Gensac-sur-Garonne bedraagt 10,0 km², de bevolkingsdichtheid is 30,6 inwoners per km².
De onderstaande kaart toont de ligging van Gensac-sur-Garonne met de belangrijkste infrastructuur en aangrenzende gemeenten.

## Demografie
Onderstaande figuur toont het verloop van het inwonertal (bron: INSEE-tellingen).